# Marbäcks distrikt, Småland
Marbäcks distrikt är ett distrikt i Aneby kommun och Jönköpings län. 
Distriktet ligger i östra delen av kommunen. 

## Tidigare administrativ tillhörighet
Distriktet inrättades 2016 och utgörs av socknen Marbäck i Aneby kommun.
Området motsvarar den omfattning Marbäcks församling hade vid årsskiftet 1999/2000.